# ویشهافن
ویشهافن (به آلمانی: Wischhafen) یک شهر در آلمان است که در Nordkehdingen واقع شده‌است. ویشهافن ۳٬۰۷۵ نفر جمعیت دارد.